# Colli Aminei (metropolitana di Napoli)
Colli Aminei è una stazione della linea 1 della metropolitana di Napoli.

## Storia
La stazione fu costruita a partire dal 1986 su progetto dell'architetto Domenico Orlacchio, comportando un investimento complessivo di circa 39,7 milioni di euro. Entrò poi in funzione il 28 marzo 1993 come capolinea provvisorio della prima tratta della linea assieme a Vanvitelli. Rimase capolinea fino al 19 luglio 1995, quando venne attivato il prolungamento verso nord fino a Piscinola-Scampia.
Il 13 aprile 2016 venne inaugurata la seconda uscita della stazione, denominata "Cardarelli", situata a pochi metri dall'ingresso dell'omonimo ospedale, dove è stato realizzato anche uno stazionamento per i bus di linea.

## Strutture e impianti
La stazione è situata in una trincea coperta, in quanto dopo di essa la linea continua il suo percorso su viadotto, ed occupa una superficie di 8 598 m², con un'area di intervento pari a 18 200 m². La profondità della stazione è di 17 metri, presenta una pendenza del 3,9% e dispone di 6 impianti e 2 uscite.
La stazione, molto frequentata per la vicinanza di alcuni istituti medi e superiori presenti nel quartiere, è situata in via Saverio Gatto, la quale percorre parallelamente il viale Colli Aminei da cui prende il nome. Dispone di un parcheggio d'interscambio situato di fronte ad essa, con una capacità di 240 posti auto e che si sviluppa su 5 piani. Esso ha due ingressi: quello principale è posto su via Saverio Gatto, mentre l'altro si trova direttamente sulla rampa centrale delle tre diramazioni dell'uscita "Zona Ospedaliera" della Tangenziale di Napoli.
La stazione ospita inoltre il PCO, ovvero il posto centrale operativa, dove si controlla e si gestisce la linea.

## Servizi
La stazione dispone di:
- Biglietteria automatica
- Bar e biglietteria a sportello
- Bagno

## Interscambi
- Fermata filobus (Linea 204) (tramite viale Colli Aminei)
- Capolinea autobus (linee 139, 143, 144, 165, C76) tramite lo stazionamento bus del Cardarelli della seconda uscita
- Fermata autobus (linea C65) tramite uscita principale

## Galleria d'immagini

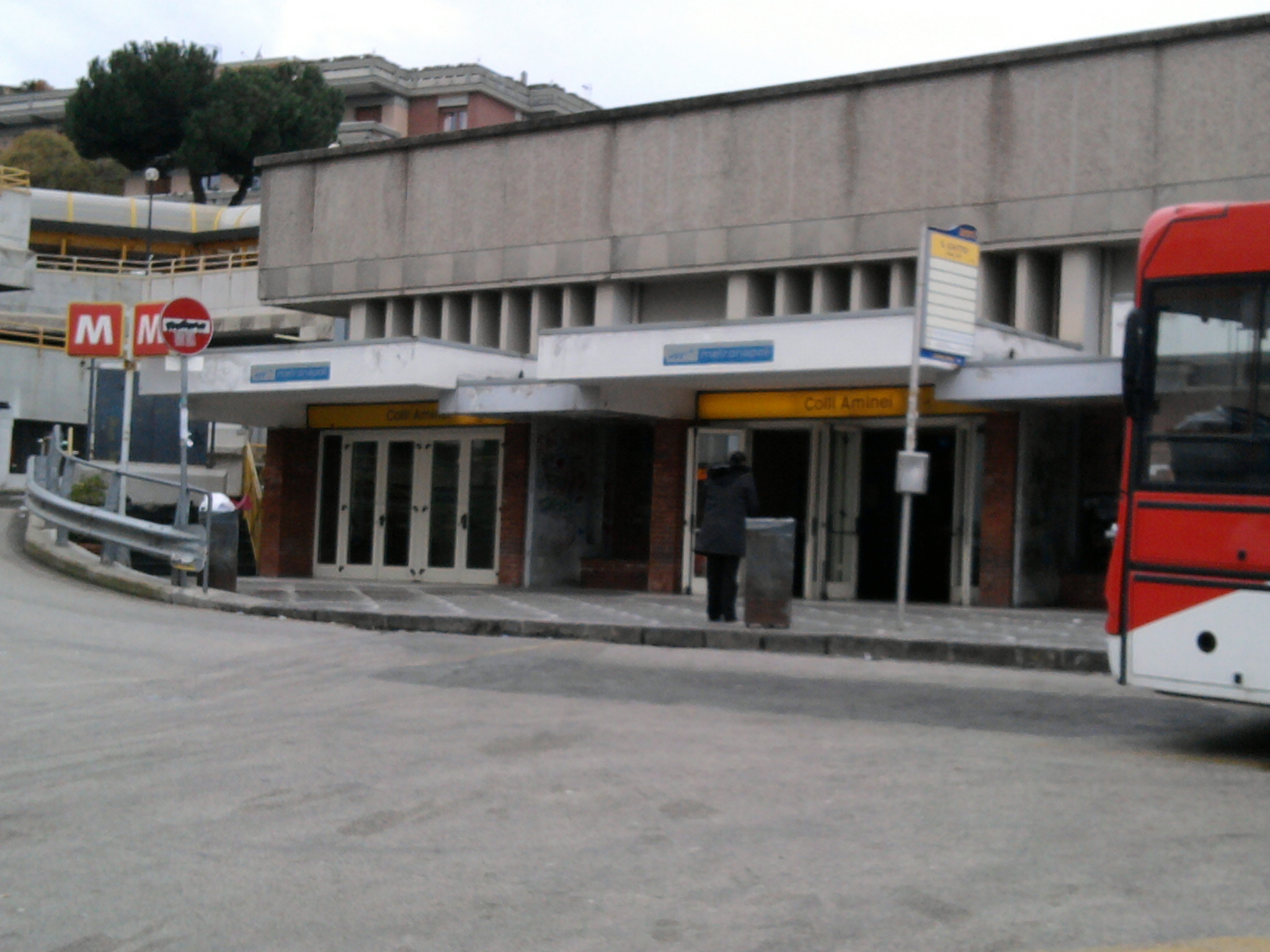
L'ingresso principale in via Saverio Gatto
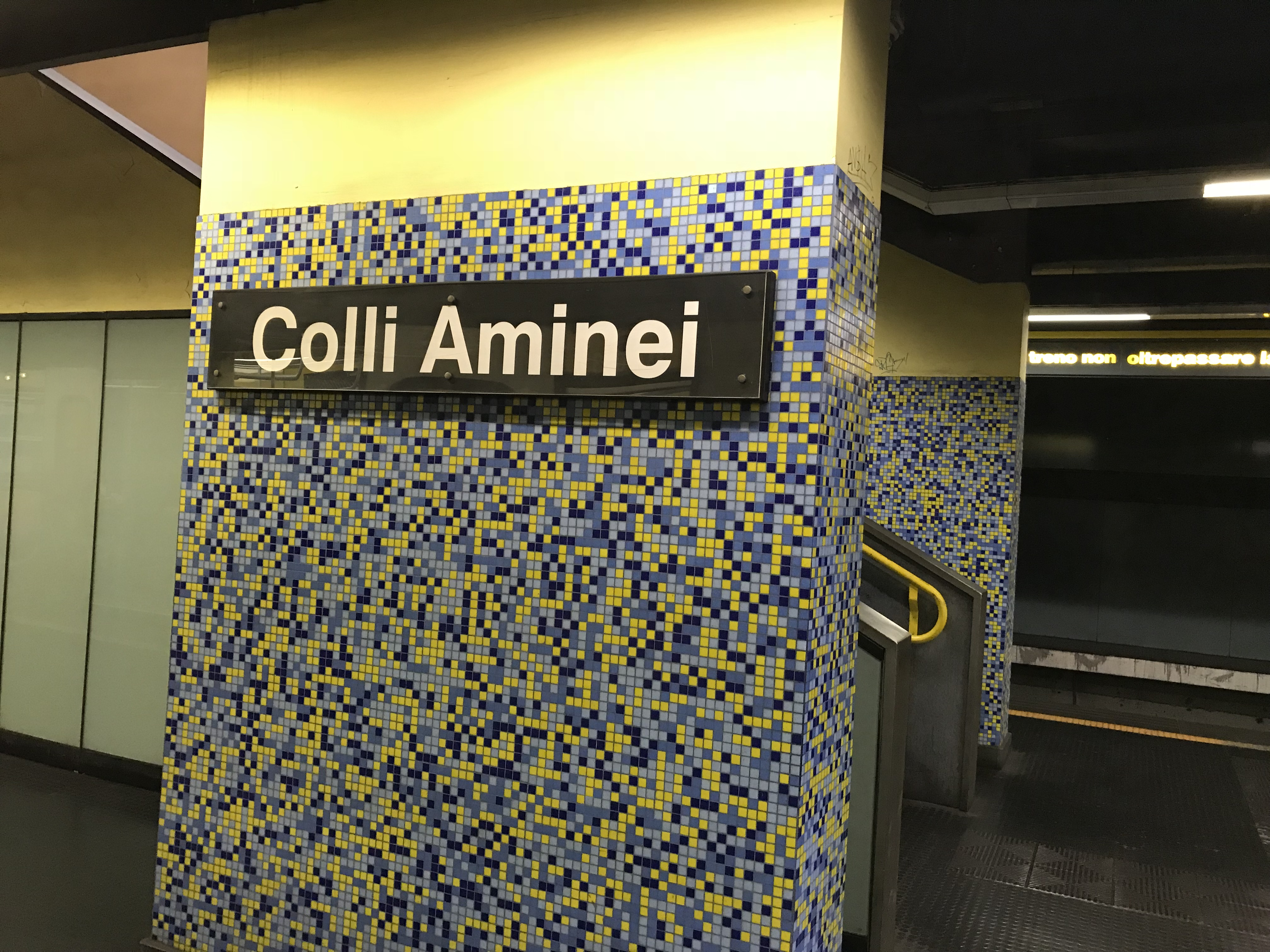
Dettaglio della cartellonistica sulla banchina
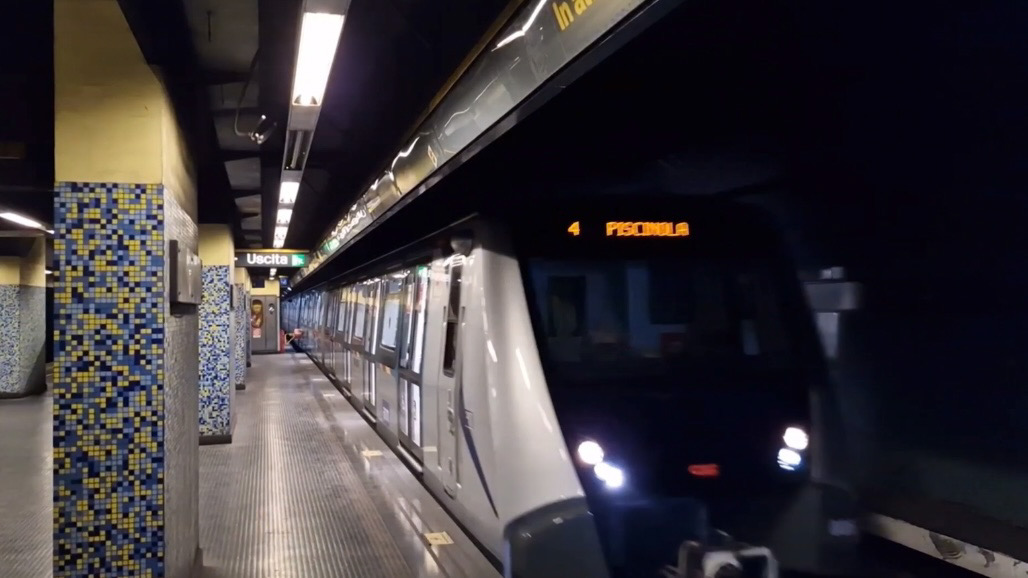
Un CAF Inneo in arrivo presso la stazione